# Homaliodendron stracheyanum
Homaliodendron stracheyanum är en bladmossart som beskrevs av Fleischer 1906. Homaliodendron stracheyanum ingår i släktet Homaliodendron och familjen Neckeraceae. Inga underarter finns listade i Catalogue of Life.